# Lagenocarpus junciformis
Lagenocarpus junciformis är en halvgräsart som först beskrevs av Carl Sigismund Kunth, och fick sitt nu gällande namn av Carl Ernst Otto Kuntze. Lagenocarpus junciformis ingår i släktet Lagenocarpus och familjen halvgräs. Inga underarter finns listade i Catalogue of Life.